# Guanosin-3′,5′-bispyrophosphat
Guanosin-3′,5′-bispyrophosphat, oder ppGpp ist das Signalmolekül einer bakteriellen Stressantwort, der sogenannten stringent response. Es ist ein Derivat des Guanosindiphosphats, das am 3'-Atom der Ribose eine zusätzliche Pyrophosphatgruppe trägt.
ppGpp wurde zuerst in Escherichia coli entdeckt. In E. coli ist ppGpp ein Indikator für Nährstoffmangel.

## ppGpp Kreislauf

Strukturformel des Vorläufermoleküls pppGpp.

In E. coli wird das Vorläufermolekül pppGpp von zwei ppGpp-Synthetasen aus ATP und GTP hergestellt, RelA und SpoT. RelA kann zudem direkt ppGpp herstellen. Eine 5'-Phosphohydrolase spaltet den Phosphatrest von pppGpp ab. RelA ist an die Ribosomen gebunden, fungiert als Sensor für unbeladene tRNAs und synthetisiert pppGpp bei Aminosäuremangel. SpoT ist ein cytosolisches Protein und synthetisiert pppGpp bei Glucosemangel. Im Gegensatz zu RelA baut SpoT ppGpp zu Pyrophosphat und GDP ab.
Die DNA-Sequenzen der relA- und spoT-Gene von E. coli sind ähnlich, somit handelt es sich um paraloge Gene. Im N-terminus finden sich jedoch Unterschiede, die sogenannte HD-Domäne; die in Hydrolasen vorkommt, ist im relA-Gen mutiert. Deswegen kann RelA ppGpp nicht abbauen.

## Funktion
ppGpp bindet an die RNA-Polymerase und hat einen tiefgreifenden Effekt auf die Transkription verschiedener Gene. Es verringert die Transkriptionsrate an rRNA-Genen und induziert die Transkription von Genen, die an der Aminosäurebiosynthese beteiligt sind. ppGpp ist ein globaler Regulator der Genexpression in E. coli.

## ppGpp in anderen Bakterien
Im Gegensatz zu E. coli und vielen anderen Bakterien verfügen manche Bakterien, z. B. Bacillus subtilis und viele andere grampositive Bakterien, nur über ein einziges ppGpp metabolisierendes Enzym, das ppGpp herstellt und abbaut.
In vielen pathogenen Bakterien spielt ppGpp eine wichtige Rolle als globaler Regulator der Genexpression. Bei diesen Bakterien ist ppGpp sogar als Virulenzfaktor identifiziert:
- Mycobacterium tuberculosis[11]
- Legionella pneumophila[12]
- Pseudomonas aeruginosa[13]
- Borrelia burgdorferi[14]
- Vibrio cholerae[15]
- Listeria monocytogenes[16]
- verschiedene Brucella-Arten.[17][18]

Somit stellt die ppGpp-Synthese einen bisher nicht identifizierten, möglichen Angriffsort für neuartige Antibiotika dar.
In Streptomyces coelicolor und anderen Streptomyceten ist ppGpp für Antibiotikabiosynthese notwendig.

Bei Rhizobien ist ppGpp essentiell für die Symbiose zwischen Bakterium und Pflanze und für die Stickstofffixierung.
Bei Archaeen wurde ppGpp bisher nicht nachgewiesen.

## ppGpp in Pflanzen
ppGpp kommt auch in Pflanzen vor. Es wird in den Chloroplasten synthetisiert und spielt ebenfalls eine wichtige Rolle bei der Adaptation an veränderte Umweltbedingungen.